# André Géraldin
André Géraldin, né en 1631 à Waterford et mort le 2 septembre 1706 à Nantes, est un réfugié politique irlandais en France et un « important armateur du port » de Nantes au XVIIe siècle, selon les historiens,.

## Biographie
André Géraldin s'installe en France en 1653, alors que la révolution anglaise a porté Oliver Cromwell au pouvoir depuis quatre ans et qu'une expédition anglaise sévit en Irlande. Il est le second Irlandais de Nantes, arrivant quatre ans après Nicolas Lée (aussi originaire de Waterford) et cinq ans avant Paul Sarsfield. 
André Géraldin n'a obtenu la nationalité française que vingt ans après son arrivée à Nantes en 1653, comme le remarquent plusieurs historiens, alors que les générations suivantes d'immigrés irlandais seront au contraire aux avant-postes de la nation française, en créant plusieurs bataillons de l'armée française. André Géraldin épouse la nièce de Nicolas Lée, Marie, fille d'un compatriote.
André Géraldin a sa demeure dans le quartier de la Fosse, paroisse Saint-Nicolas, qui est celui de la plupart des négociants de Nantes. Les registres mentionnent la profession de marchand, en 1660, dans cette paroisse, mais aussi celle d'armateur de Saint-Malo.  Lors de Guerre de la Ligue d'Augsbourg, après l'expédition ratée des jacobites irlandais de 1691, il apporte son soutien aux corsaires malouins, qui attaquent les cargos hollandais et anglais. Avec d'autres familles irlandaises de Nantes, telles que les FitzGerald, les Lee, et d'autres moins connues, les Géraldin "finissent par former un véritable clan". On trouve aussi les Géraldin à Brest, mais également à Morlaix et Saint-Pol-de-Léon, ainsi qu’à Saint-Malo.
Sa fille Anne a épousé Dominique Knowles, descendant de Richard Knowles, fils du grand trésorier Francis et frère de William Knollys (1er comte de Banbury), personnalité anglaise de la Cour de la reine Élisabeth et du roi James.
Avec son fils Edmond, né en 1670, il est intéressé financièrement aux armements corsaires des Géraldin réfugiés à Saint-Malo, en particulier Nicolas Géraldin, un des plus dynamiques armateurs du port de Saint-Malo.
Chez lui, comme chez les autres Irlandais de Nantes de la première génération, on ne décèle pas de trace d'investissement sucrier jusqu'en 1687, mais plutôt des importations de tabac virginien en Angleterre.